# String art

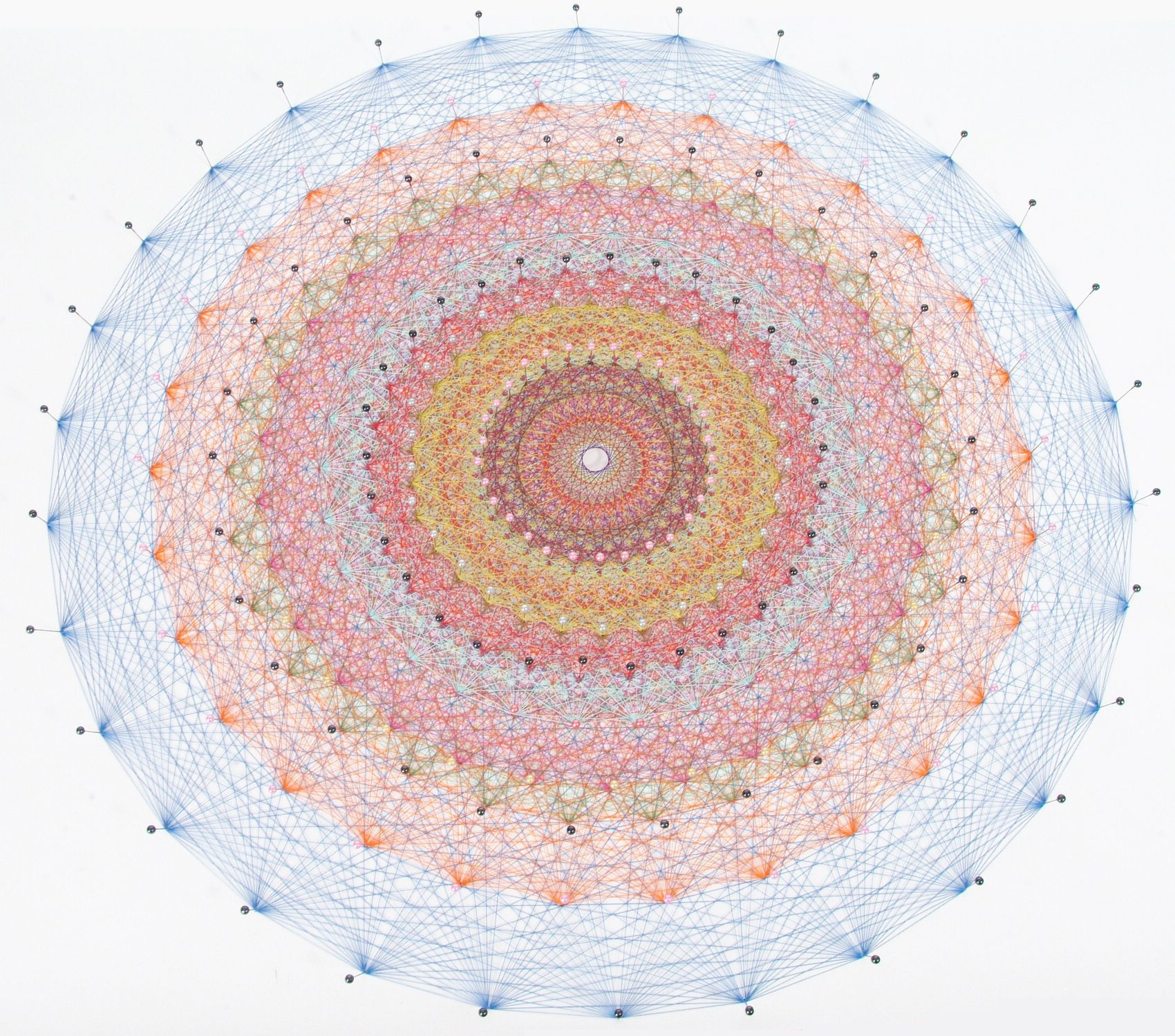
String art

String art este îndemânarea folosirii aței cu scopul de a crea tablouri pe lemn și carton. Acest lucru se poate realiza fie răsucind ața sau sârma, în mod atractiv și simetric, în jurul cuielor de pe o scândură, fie formând desene geometrice, prin coaserea aței pe carton.
Materiale necesare:
- Cuie;
- Ață;
- Placă de lemn.

Pași pentru a face un tablou folosind tehnica string art:
1. Șlefuirea și șmirgheluirea unei plăci de lemn.
2. Vopsirea cu 2 sau 3 straturi de vopsea (de preferat albă).
3. Trasarea cu un creion a figurii geometrice pe care vrei să o faci.
4. Baterea cuielor cu un ciocan în placa de lemn. Atenție! Nu se bate cuiul adânc de tot.
5. Înnodarea aței pe cuie.

Tehnica mânuirii aței:
Întinde ața direct de pe mosor, fără să o deșiri. Asigurăte că ai „ancorat” bine ața pe cuiul cu care ai început. Folosește optul de strângere.